# Tranutjärnen, Lappland
Tranutjärnen är en sjö i Sorsele kommun i Lappland och ingår i Umeälvens huvudavrinningsområde. Sjön har en area på 0,0705 kvadratkilometer och ligger 334 meter över havet.

## Delavrinningsområde
Tranutjärnen ingår i det delavrinningsområde (723962-159803) som SMHI kallar för Mynnar i Vindelälvens vattendragsyta. Medelhöjden är 331 meter över havet och ytan är 17,98 kvadratkilometer. Det finns inga avrinningsområden uppströms utan avrinningsområdet är högsta punkten. Vattendraget som avvattnar avrinningsområdet har biflödesordning 3, vilket innebär att vattnet flödar genom totalt 3 vattendrag innan det når havet efter 264 kilometer. Avrinningsområdet består mestadels av skog (57 procent) och sankmarker (33 procent). Avrinningsområdet har 1,01 kvadratkilometer vattenytor vilket ger det en sjöprocent på 5,6 procent.